# Olcay Şahan
Olcay Şahan [olcaj šahan] (* 26. května 1987 Düsseldorf, Západní Německo) je turecký fotbalový záložník a reprezentant. Od roku 2012 hraje v tureckém klubu Beşiktaş JK.
Mimo Turecko působil na klubové úrovni v Německu.

## Reprezentační kariéra
V A-týmu Turecka debutoval 22. 3. 2013 v kvalifikačním utkání proti týmu Andorry (výhra 2:0).